# Motta Visconti
Motta Visconti est une commune italienne d'environ 7 500 habitants située dans la ville métropolitaine de Milan, dans la région de la Lombardie, dans le Nord-Ouest de l'Italie.

## Administration
| Période                                  | Période     | Identité             | Étiquette         | Qualité |
| ---------------------------------------- | ----------- | -------------------- | ----------------- | ------- |
|                                          |             |                      |                   |         |
| Les données manquantes sont à compléter. |             |                      |                   |         |
| 14 juin 2004                             | 24 mai 2014 | Laura Cazzola        | Centre-gauche     |         |
| 25 mai 2014                              | en cours    | De Giuli Primo Paulo | Liberamente Motta |         |

### Communes limitrophes
Vigevano, Casorate Primo, Besate, Trovo, Bereguardo.

### Personnalités liées à la commune
- Sante Geronimo Caserio (1873-1894), militant anarchiste ayant assassiné le Président de la République française Marie François Sadi Carnot, est né dans cette commune.

### Héraldique
| Blason de Motta Visconti | Blason  | Parti : au 1er d'argent, à une couleuvre ondoyante en pal d'azur, couronnée d'or, engloutissant un enfant de carnation, posé en fasce, les bras étendus, au 2e de gueules à deux épées d'argent disposées en sautoir. |
| Blason de Motta Visconti | Détails | Le statut officiel du blason reste à déterminer. |